# Nigeria na Letnich Igrzyskach Olimpijskich 2004
Nigerię na XXVIII Letnich Igrzyskach Olimpijskich w Atenach reprezentowało 72 sportowców (48 kobiet i 24 mężczyzn) w 10 dyscyplinach. Był to 13 start Nigeryjczyków na letnich igrzyskach olimpijskich.

## Zdobyte medale
| Medal | Zawodnik                                               | Dyscyplina sportowa | Konkurencja               |
| ----- | ------------------------------------------------------ | ------------------- | ------------------------- |
| Brąz  | Olusoji Fasuba Deji Aliu Aaron Egbele Uchenna Emedolu  | Lekkoatletyka       | sztafeta 4x100 m mężczyzn |
| Brąz  | Saul Weigopwa Musa Audu James Godday Enefiok Udo-Obong | Lekkoatletyka       | sztafeta 4x400 m mężczyzn |